# NGC 3584
NGC 3584 (другое обозначение — ESO 129-EN12) — эмиссионная туманность в созвездии Киля. Открыта Джоном Гершелем в 1834 году. В туманности проходит процесс зведообразования. Всего в туманностях NGC 3582 и NGC 3584 обнаружено по крайней мере 33 массивные звезды на конечных стадиях формирования и зафиксировано присутствие сложных углеродных молекул (полициклических ароматических углеводородов, ПАУ). Считается, что ПАУ образуются в остывающем газе областей звездообразования, и, например, их образование в туманности из которой сформировалось Солнце пять миллиардов лет назад могло быть важным шагом в развитии жизни на Земле.
Этот объект входит в число перечисленных в оригинальной редакции «Нового общего каталога».